# Claudio Suárez
Claudio Suárez Sánchez (Texcoco, Estado de México, México, 17 de diciembre de 1968) es un exfutbolista mexicano. Jugaba como defensa central o lateral derecho y su último equipo fue el C.D. Chivas USA de la Major League Soccer de los Estados Unidos. Claudio es considerado uno de los mejores defensas en la historia del fútbol mexicano, es el segundo jugador que más veces ha vestido la camiseta de la selección mexicana con 177 apariciones, solo debajo de Andrés Guardado. Ha sido el único capitán mexicano en levantar la Copa Confederaciones 1999, cuando México venció a Brasil en el Estadio Azteca. Actualmente se desempeña como vicepresidente deportivo del club Querétaro.

## Trayectoria
Empezó su carrera como centro delantero con los Pumas de la UNAM y posteriormente como lateral tanto derecho como izquierdo, para finalmente jugar como defensa central, donde jugó de 1988 a 1996. Entonces cambió de equipo para las Chivas Guadalajara, para el Torneo de invierno 1996, y continuó durante tres años, para ese entonces ya había jugado su primera Copa del Mundo con la selección nacional, a la cual fue llevado en su momento por el entrenador argentino César Luís Menotti a principios de los 90's; hasta el Torneo de Verano 1999 jugó con las Chivas de Guadalajara, entonces cambió de camiseta al integrarse con los Tigres de la UANL en la ciudad de Monterrey, al mando en aquella época de Ricardo Ferretti (técnico que lo dirigió en los 3 clubes en México), para el que jugó hasta fines de 2005.
Claudio Suárez llegó a ser el “hombre de hierro” de la Selección Mexicana de Fútbol y del fútbol mundial al ser el hombre que más veces defendió a una escuadra nacional. 
Del 26 de julio de 1992 al 1 de junio de 2006 jugó 186 partidos con la selección mexicana; convirtiéndose hasta el momento con el jugador con más partidos a nivel selección nacional en México. Para su mala fortuna una lesión sufrida en el un entrenamiento con selección mexicana, previa a un partido le impidió jugar en la Copa Mundial de Fútbol de 2002, se lastimó en marzo y aunque médicamente ya estaba sano en junio, Javier Aguirre decidió no llevarlo.
Originario de Texcoco, en el Estado de México, Claudio debutó con los UNAM en 1988 y ya era pieza clave en la conquista del título en la temporada 1990-91, formó parte de la Selección Mexicana en el subcampeonato de la Copa América, torneo en el que resultó lesionado. 
Pasó a las Chivas en el invierno 96 y consiguió el título antes de cumplir un año con el equipo, en el Verano 97, con los tapatíos participó en una Copa Libertadores, pero salió de ahí junto con su técnico Ricardo “Tuca” Ferretti y llegó a Tigres en el invierno 2000. Disputó la final del invierno 2001 y del Apertura 2003, que perdió ante Pachuca.

## Vida personal
Suárez vive en Southern California, Estados Unidos con su esposa y tres hijos. Frecuentemente trabaja como comentarista para Fox Deportes.

## Estadísticas

### Clubes
| U.N.A.M. · México |               |               |     |    |    |    |    |     |     |    |
| 1.ª | 1988-89       | 5             | 0   | 2  | 0  | -  | -  | 7   | 0   |    |
| 1.ª | 1989-90       | 17            | 0   | 2  | 0  | 1  | 0  | 20  | 0   |    |
| 1.ª | 1990-91       | 40            | 3   | 7  | 2  | 1  | 0  | 48  | 5   |    |
| 1.ª | 1991-92       | 40            | 0   | 4  | 0  | -  | -  | 44  | 0   |    |
| 1.ª | 1992-93       | 13            | 4   | -  | -  | 7  | 0  | 20  | 4   |    |
| 1.ª | 1993-94       | 20            | 3   | -  | -  | -  | -  | 20  | 3   |    |
| 1.ª | 1994-95       | 37            | 4   | 1  | 0  | -  | -  | 38  | 4   |    |
| 1.ª | 1995-96       | 32            | 5   | 1  | 0  | -  | -  | 33  | 5   |    |
| Total club | Total club    | 204           | 19  | 17 | 2  | 10 | 0  | 231 | 21  |    |
| C.D. Guadalajara · México |               |               |     |    |    |    |    |     |     |    |
| 1.ª | 1996-97       | 39            | 6   | 4  | 0  | -  | -  | 43  | 6   |    |
| 1.ª | 1997-98       | 32            | 1   | 13 | 0  | 12 | 0  | 45  | 1   |    |
| 1.ª | 1998-99       | 39            | 1   | 1  | 0  | -  | -  | 40  | 1   |    |
| 1.ª | 1999-00       | 34            | 2   | 4  | 0  | -  | -  | 38  | 2   |    |
| Total club | Total club    | 144           | 10  | 10 | 0  | 12 | 0  | 166 | 10  |    |
| C.F. Tigres U.A.N.L. · México |               |               |     |    |    |    |    |     |     |    |
| 1.ª | 2000-01       | 29            | 3   | -  | -  | -  | -  | 29  | 3   |    |
| 1.ª | 2001-02       | 33            | 5   | -  | -  | -  | -  | 33  | 5   |    |
| 1.ª | 2002-03       | 18            | 3   | -  | -  | -  | -  | 18  | 3   |    |
| 1.ª | 2003-04       | 37            | 1   | 3  | 0  | -  | -  | 40  | 1   |    |
| 1.ª | 2004-05       | 20            | 3   | 2  | 0  | 2  | 0  | 24  | 0   |    |
| 1.ª | 2005-06       | 6             | 0   | -  | -  | -  | -  | 6   | 0   |    |
| Total club | Total club    | 143           | 15  | 5  | 0  | 2  | 0  | 150 | 15  |    |
| C.D. Chivas USA Estados Unidos |               |               |     |    |    |    |    |     |     |    |
| 1.ª | 2006          | 20            | 6   | -  | -  | -  | -  | 20  | 6   |    |
| 1.ª | 2007          | 25            | 3   | -  | -  | -  | -  | 25  | 3   |    |
| 1.ª | 2008          | 14            | 0   | -  | -  | 2  | 0  | 16  | 0   |    |
| 1.ª | 2009          | 5             | 0   | -  | -  | 2  | 0  | 7   | 0   |    |
| Total club | Total club    | 64            | 9   | -  | -  | 4  | 0  | 68  | 9   |    |
| Total carrera | Total carrera | Total carrera | 555 | 53 | 32 | 2  | 28 | 0   | 615 | 55 |
| (1)Incluye datos de la Copa México, Pre Pre Libertadores (1998 y 1999) e InterLiga (2004 y 2005). (2)Incluye datos de la Copa de Campeones de la Concacaf (1992 y 1997), Pre Libertadores (1998), Copa Libertadores (1998 y 2005) y SuperLiga (2008 y 2009). |               |               |     |    |    |    |    |     |     |    |

3 Jugó el partido único entre América y Guadalajara, realizado en el Estadio Azteca para determinar el orden de enfrentamientos entre los clubes mexicanos y los venezolanos en la Copa Libertadores 1998, esto luego del rechazo de Cruz Azul y Atlante a participar en un cuadrangular eliminatorio para los clubes mexicanos.

### Selección
| Sub-23 · México |       |    |    |    |    |    |    |    |     |     |   |
| 1996 | —     | —  | —  | —  | 4  | 0  | —  | —  | 4   | 0   |   |
| Total | —     | —  | —  | —  | 4  | 0  | —  | —  | 4   | 0   |   |
| Absoluta · México |       |    |    |    |    |    |    |    |     |     |   |
| 1992 | 6     | 2  | —  | —  | —  | —  | 8  | 0  | 13  | 2   |   |
| 1993 | 5     | 0  | 11 | 0  | —  | —  | 5  | 1  | 21  | 1   |   |
| 1994 | —     | —  | —  | —  | 4  | 0  | 7  | 1  | 11  | 1   |   |
| 1995 | —     | —  | —  | —  | 3  | 0  | 8  | 1  | 11  | 1   |   |
| 1996 | 4     | 0  | 4  | 0  | —  | —  | 8  | 0  | 16  | 0   |   |
| 1997 | 9     | 0  | 5  | 0  | 3  | 0  | 5  | 0  | 22  | 0   |   |
| 1998 | —     | —  | 4  | 0  | 4  | 0  | 5  | 0  | 13  | 0   |   |
| 1999 | —     | —  | 6  | 0  | 5  | 0  | 8  | 0  | 19  | 0   |   |
| 2000 | 6     | 0  | 3  | 0  | —  | —  | 9  | 0  | 18  | 0   |   |
| 2001 | 9     | 0  | —  | —  | 3  | 0  | 8  | 2  | 20  | 2   |   |
| 2002 | —     | —  | —  | —  | —  | —  | 2  | 0  | 2   | 0   |   |
| 2003 | —     | —  | —  | —  | —  | —  | 1  | 0  | 1   | 0   |   |
| 2004 | —     | —  | 1  | 0  | —  | —  | —  | —  | 1   | 0   |   |
| 2005 | —     | —  | —  | —  | —  | —  | 1  | 0  | 1   | 0   |   |
| 2006 | —     | —  | —  | —  | 0  | 0  | 5  | 0  | 5   | 0   |   |
| Total | 39    | 2  | 35 | 0  | 22 | 0  | 80 | 5  | 177 | 7   |   |
| Total | Total | 39 | 2  | 35 | 0  | 26 | 0  | 80 | 5   | 181 | 7 |
| (1) Incluye datos de Copa América (1995, 1997, 1999 y 2004); Copa Oro de la Concacaf (1993, 1996, 1998 y 2000). (2) Incluye datos de Juegos Olímpicos (1996); Copa Mundial de Fútbol (1994, 1998 y 2006); Copa Confederaciones (1995, 1997, 1999 y 2001). |       |    |    |    |    |    |    |    |     |     |   |

## Selección nacional
Debutó en la Selección el 26 de julio de 1992 en el partido El Salvador 1-1 México, encuentro disputado en la ciudad de San Salvador. Ingresó en el segundo tiempo por Luis Antonio Valdez, siendo el DT César Luis Menotti.
Para el mundial del 2002 en Corea del Sur y Japón Suárez figuraba como una seguridad en la alineación de Javier Aguirre (técnico nacional de México para el 2002) sin embargo una lesión inesperada meses antes lo dejó fuera de la justa internacional.
Para el 2006 empezó a jugar para el Chivas USA. Fue elegido para ir a Alemania con la selección de fútbol de México para la Copa Mundial de Fútbol de 2006 sin embargo no vio actividad en el campo.

### Participaciones en fases finales
| Competición               | Categoría | Sede                    | Resultado        | Partidos |
| ------------------------- | --------- | ----------------------- | ---------------- | -------- |
| Copa América 1993         | Absoluta  | Ecuador                 | Subcampeón       | 6        |
| Copa Oro CONCACAF 1993    | Absoluta  | Estados Unidos y México | Campeón          | 5        |
| Copa Mundial FIFA 1994    | Absoluta  | Estados Unidos          | Octavos de final | 4        |
| Copa América 1995         | Absoluta  | Uruguay                 | Cuartos de final | 4        |
| Copa Confederaciones 1995 | Absoluta  | Arabia Saudita          | Tercer lugar     | 3        |
| Juegos Olímpicos de 1996  | Sub-23    | Estados Unidos          | Cuartos de final | 4        |
| Copa Oro CONCACAF 1996    | Absoluta  | Estados Unidos          | Campeón          | 4        |
| Copa América 1997         | Absoluta  | Bolivia                 | Tercer lugar     | 5        |
| Copa Confederaciones 1997 | Absoluta  | Arabia Saudita          | Primera fase     | 3        |
| Copa Oro CONCACAF 1998    | Absoluta  | Estados Unidos          | Campeón          | 4        |
| Copa Mundial FIFA 1998    | Absoluta  | Francia                 | Octavos de final | 4        |
| Copa América 1999         | Absoluta  | Paraguay                | Tercer lugar     | 6        |
| Copa Confederaciones 1999 | Absoluta  | México                  | Campeón          | 5        |
| Copa Oro CONCACAF 2000    | Absoluta  | Estados Unidos          | Cuartos de final | 3        |
| Copa Confederaciones 2001 | Absoluta  | Corea del Sur y Japón   | Primera fase     | 3        |
| Copa América 2004         | Absoluta  | Perú                    | Cuartos de final | 1        |
| Copa Mundial FIFA 2006    | Absoluta  | Alemania                | Octavos de final | 0        |

### Goles internacionales
| Gol | Fecha                   | Sede                                                       | Oponente                     | Marcador | Resultado | Competición                                |
| --- | ----------------------- | ---------------------------------------------------------- | ---------------------------- | -------- | --------- | ------------------------------------------ |
| 1.  | 8 de noviembre de 1992  | Arnos Vale Stadium, Kingstown, San Vicente                 | San Vicente y las Granadinas | 2–0      | 4–0       | Clasificación para la Copa Mundial de 1994 |
| 2.  | 22 de noviembre de 1992 | Estadio Azteca, México, D. F., México                      | Costa Rica                   | 2–0      | 4–0       | Clasificación para la Copa Mundial de 1994 |
| 3.  | 27 de enero de 1993     | Estadio Insular, Las Palmas, Spain                         | España                       | 1–0      | 1–1       | Amistoso                                   |
| 4.  | 14 de diciembre de 1994 | Estadio Azteca, México, D. F., México                      | Hungría                      | 3–1      | 5–1       | Amistoso                                   |
| 5.  | 11 de octubre de 1995   | Los Angeles Memorial Coliseum, Los Ángeles, Estados Unidos | Arabia Saudita               | 1–1      | 2–1       | Amistoso                                   |
| 6.  | 31 de enero de 2001     | Los Angeles Memorial Coliseum, Los Ángeles, Estados Unidos | Colombia                     | 1–0      | 2–3       | Amistoso                                   |
| 7.  | 1 de mayo de 2001       | Estadio Jalisco, Guadalajara, México                       | Brasil                       | 1–0      | 3–3       | Amistoso                                   |

### Estadísticas
| Director Técnico   | Partidos | Goles |
| ------------------ | -------- | ----- |
| César Luis Menotti | 16       | 2     |
| Miguel Mejía Barón | 49       | 3     |
| Bora Milutinovic   | 39       | 1     |
| Manuel Lapuente    | 54       | 0     |
| Enrique Meza       | 18       | 2     |
| Javier Aguirre     | 9        | 0     |
| Ricardo La Volpe   | 8        | 0     |

| Competición                          | J   | Goles | Ediciones                     |
| ------------------------------------ | --- | ----- | ----------------------------- |
| Copa Mundial de Fútbol               | 8   | 0     | 1994, 1998 y 2006             |
| Copa América                         | 22  | 0     | 1993, 1995, 1997, 1999 y 2004 |
| Copa FIFA Confederaciones            | 14  | 0     | 1995, 1997, 1999 y 2001       |
| Copa de Oro de la Concacaf           | 15  | 0     | 1993, 1996, 1998 y 2000       |
| Copa USA                             | 9   | 0     | 1995, 1996, 1997 y 1999       |
| Eliminatorias para la Copa del Mundo | 39  | 2     | 1994, 1998 y 2002             |
| Juegos Amistosos                     | 62  | 4     | 1992-2006                     |
| Otros torneos                        | 8   | 0     | 1992-2006                     |
| Juegos Olímpicos (*)                 | 4   | 0     | 1996                          |
| Total                                | 181 | 6     |                               |

(*) No se consideran de Selección Mayor

## Palmarés

### Campeonatos nacionales
| Título                     | Club                  | País           | Año     |
| -------------------------- | --------------------- | -------------- | ------- |
| Primera División           | U.N.A.M.              | México         | 1990-91 |
| Primera División de México | C.D. Guadalajara      | México         | 1997    |
| InterLiga                  | Tigres de la U.A.N.L. | Estados Unidos | 2005    |

### Campeonatos internacionales
| Título                    | Club               | Sede                    | Año  |
| ------------------------- | ------------------ | ----------------------- | ---- |
| Copa Oro CONCACAF         | Selección Mexicana | Estados Unidos y México | 1993 |
| Copa Oro CONCACAF         | Selección Mexicana | Estados Unidos          | 1996 |
| Copa Oro CONCACAF         | Selección Mexicana | Estados Unidos          | 1998 |
| Copa FIFA Confederaciones | Selección Mexicana | México                  | 1999 |

### Distinciones individuales
| Distinción                                                      | Año     |
| --------------------------------------------------------------- | ------- |
| Mejor Defensa Central de la Primera División de México          | 1994-95 |
| Mejor Defensa Central de la Primera División de México          | 1995-96 |
| Mejor Defensa Central de la Primera División de México          | 1996-97 |
| Mejor Defensa Central del Torneo invierno                       | 1999    |
| XI Ideal de la Copa de Oro                                      | 1998    |
| Salón de la Fama del Fútbol Mexicano                            | 2016    |
| Equipo Ideal Histórico del Siglo XX de la Concacaf por la IFFHS | 2021    |
| Equipo Ideal Histórico de la Concacaf por la IFFHS              | 2021    |
| Equipo Ideal Histórico de la Selección Mexicana por la IFFHS    | 2022    |